# Белобуза гъска
Белобузата гъска (Branta leucopsis) е средно голяма птица от семейство Патицови (Anatidae), разред Гъскоподобни (Anseriformes). Тежи между 1,1 и 2,3 кг. Дължина на тялото 66-75 cm, размах на крилете около 125 cm. Няма изразен полов диморфизъм.

## Разпространение
Разпространена е в северните части на Европа, но се среща и в България. Обитава тундрата, открити местности, най-често в близост до морски басейни.
Белобузата гъска обитава основно островите от северната част на Атлантическия океан. Има три основни популации, всяка от които има отделен ареал на размножаване и на презимуване:
- Популация, размножаваща се в източна Гренландия, презимуваща на Хебридите в Западна Шотландия и Западна Ирландия. Възлиза на около 40 000 екземпляра.
- Популация от Свалбард, презимуваща по западното крайбрежие на границата между Англия и Шотландия. Популацията наброява около 24 000 екземпляра.
- Популация, размножаваща се на Нова Земя и презимуваща в Холандия. Броят на екземплярите в нея е около 130 000.
- Съществува и четвърта популация, произлязла около 1975 г. от тази от Нова Земя, с място на размножаване – островите на Балтийско море, както и Естония, Финландия, Дания и Швеция, презимуваща също в Холандия. Броят на екземплярит в нея е около 8000.

Малък брой птици, избягали от зоологически градини, се размножават и в други северноевропейски страни. Рядко белобузи гъски могат да бъдат забелязани и в североизточната част на САЩ и Канада.

## Начин на живот и хранене
Белобузата гъска често изгражда гнездата си по високи планински склонове, далеч от хищници (основно полярни лисици и бели мечки), но също и далеч от хранителни ресурси. Както при повечето гъски, малките не се хранят от възрастните. Вместо родителите на донасят храна, малките биват сваляни на места, където могат да се хранят. В миналото се е считало, че възрастните пренасят своите малки.
Дори да не могат да летят, малките бързо напускат гнездото, скачайки от него. Малкия им размер и тегло, както и перушината, не им позволяват да се наранят сериозно след сблъсъка в скалите. Но не всички оцеляват, тъй като по време на падането, понякога се удрят и в остри скали. Често полярните лисици са привлечени от шума на възрастните гъски през този период и изяждат наранените или мъртви малки. Лисиците нападнат и малки, които са оставени без наблюдение от родителите си.
Белобузата гъска се храни със смесена, но най-често предимно растителна храна.

## Размножаване
Моногамна птица и с изключение на кратки моменти, двойката птици е неразделна. Образува колонии. Гнездото си прави в скалисти участъци в близост до вода. Снася 2-9, но най-често 4-5 яйца, които имат средни размери 76 х 50 mm и маса 107 g. Мъти само женската в продължение на 24-26 дни, мъжкият през това време пази гнездото. Малките се излюпват достатъчно развити за да могат да се придвижват и хранят самостоятелно.

## Допълнителни сведения
В България е защитен вид.